# Elwystl ap Awst
Elwystl ap Awst roi de Brycheiniog fl. dans la décennie 770.

## Contexte
On connaît peu de chose d' Elwystl, fils du roi Awst ou Augustus (II) il est contraint de partager vers 770 son royaume avec son parent Tewdwr ap Rhain roi de Dyfed qui le fait ensuite assassiner. 